# Catocala krombeini
Catocala krombeini är en fjärilsart som beskrevs av John G. Franclemont 1938. Catocala krombeini ingår i släktet Catocala och familjen nattflyn. Inga underarter finns listade i Catalogue of Life.